# Coppa Italia 1962/1963
Šestnáctý ročník Coppa Italia (italského fotbalového poháru) se konal od 9. září 1963 do 2. června 1963. Turnaj vyhrál poprvé v klubové historii Atalanta, které ve finále porazilo Turín díky hattricku Domenghiniho 3:1. Nejlepší střelec se stal Angelo Domenghini (Atalanta), který vstřelil pět branek.

## Účastníci
- Alessandria
- Atalanta
- Bari
- Benátky
- Boloňa
- Brescia
- Cagliari
- Catania
- Catanzaro
- Como
- Cosenza
- Fiorentina
- Foggia & Incedit
- Inter
- Janov
- Juventus
- Lanerossi Vicenza
- Lazio
- Lecco
- Lucchese
- Mantova
- Messina
- Milán
- Modena
- Neapol
- Padova
- Palermo
- Parma
- Pro Patria
- Řím
- Sambenedettese
- Sampdoria
- Simmenthal-Monza
- SPAL
- Triestina
- Turín
- Udinese
- Verona

## Zápasy

### 1. kolo
Zápasy byly na programu 9. září 1962.
Poznámky
|  | Postup do dalšího kola |

| Domácí           | Výsledek     | Hosté             |
| ---------------- | ------------ | ----------------- |
| Lazio            | 0:3          | Fiorentina        |
| Udinese          | 0:3          | Janov             |
| Cagliari         | 1:5          | Řím               |
| Catanzaro        | 3:0          | SPAL              |
| Messina          | 2:1          | Neapol            |
| Bari             | 1:0          | Palermo           |
| Como             | 2:4 v prodl. | Atalanta          |
| Cosenza          | 3:4 v prodl. | Catania           |
| Alessandria      | 0:5          | Inter             |
| Padova           | 2:1          | Lanerossi Vicenza |
| Parma            | 0:1          | Milán             |
| Pro Patria       | 1:2          | Sampdoria         |
| Triestina        | 1:1          | Turín             |
| Sambenedettese   | 0:1          | Boloňa            |
| Foggia & Incedit | 3:0          | Modena            |
| Brescia          | 2:5          | Juventus          |
| Simmenthal-Monza | 2:3          | Benátky           |
| Lucchese         | 1:1          | Mantova           |
| Verona           | 3:0          | Lecco             |

### Kvalifikace
Zápasy byly na programu 3. října 1962.
| Domácí           | Výsledek | Hosté     |
| ---------------- | -------- | --------- |
| Fiorentina       | 0:2      | Janov     |
| Řím              | 3:1      | Catanzaro |
| Foggia & Incedit | 0:2      | Juventus  |

### Osmifinále
Zápasy byly na programu od 5. prosince 1962 do 9. ledna 1963.
| Domácí   | Výsledek          | Hosté     |
| -------- | ----------------- | --------- |
| Řím      | 2:5               | Jjanov    |
| Atalanta | 2:1               | Catania   |
| Milán    | 0:1               | Sampdoria |
| Boloňa   | 2:2 (3:4 na pen.) | Turín     |
| Juventus | 3:1               | Benátky   |
| Bari     | 2:0               | Messina   |
| Verona   | 1:1 (6:5 na pen.) | Lucchese  |
| Inter    | 1:2               | Padova    |

### Čtvrtfinále
Zápasy byly na programu od 27. března do 3. dubna 1963.
| Domácí    | Výsledek     | Hosté  |
| --------- | ------------ | ------ |
| Atalanta  | 2:0          | Padova |
| Bari      | 2:1 v prodl. | Janov  |
| Sampdoria | 0:2          | Turín  |
| Juventus  | 0:1          | Verona |

### Semifinále
Zápasy byly na programu 1. května 1963.
| Domácí   | Výsledek | Hosté  |
| -------- | -------- | ------ |
| Turín    | 2:1      | Verona |
| Atalanta | 1:0      | Bari   |

### Finále
| 2. 6. 1963 16:30        |        |             |                                                            |
| Atalanta                | 3 : 1  | Turín       | Stadio San Siro, Milán, Itálie rozhodčí: Antonio Sbardella |
| Domenghini 4', 49', 82' | Report | 84' Ferrini | Stadio San Siro, Milán, Itálie rozhodčí: Antonio Sbardella |

|                 |    |                      |  |
|                 |    |                      |  |
|                 | 1  | Pierluigi Pizzaballa |  |
|                 | 2  | Alfredo Pesenti      |  |
|                 | 3  | Franco Nodari        |  |
|                 | 4  | Giorgio Veneri       |  |
|                 | 5  | Piero Gardoni        |  |
|                 | 6  | Umberto Colombo      |  |
|                 | 7  | Angelo Domenghini    |  |
|                 | 8  | Flemming Nielsen     |  |
|                 | 9  | Salvatore Calvanese  |  |
|                 | 10 | Mario Mereghetti     |  |
|                 | 11 | Luciano Magistrelli  |  |
| Trenér:         |    |                      |  |
| Paolo Tabanelli |    |                      |  |

|                 |    |                     |  |
|                 |    |                     |  |
|                 | 1  | Lido Vieri          |  |
|                 | 2  | Fabrizio Poletti    |  |
|                 | 3  | Luciano Buzzacchera |  |
|                 | 4  | Enzo Bearzot        |  |
|                 | 5  | Remo Lancioni       |  |
|                 | 6  | Roberto Rosato      |  |
|                 | 7  | Giancarlo Danova    |  |
|                 | 8  | Giorgio Ferrini     |  |
|                 | 9  | Gerry Hitchens      |  |
|                 | 10 | Joaquín Peiró       |  |
|                 | 11 | Carlo Crippa        |  |
| Trenér:         |    |                     |  |
| Giacinto Ellena |    |                     |  |

## Vítěz
| Coppa Italia Vítěz pro rok 1962/1963 |
| ------------------------------------ |
| Atalanta BC                          |
|                                      |